# Dopis na rozloučenou
Dopis na rozloučenou je vzkaz, psaný jako rozloučení se světem. Většinou je psán ve formě dopisu, není to však pravidlem, někdy je psán i ve formě e-mailu, nápisu na zdi, někdy má podobu nahrávky videa či zvuku, telefonického rozhovoru a podobně. Zanechávají jej zpravidla lidé, kteří očekávají, že brzy s velkou pravděpodobností zemřou, tedy lidé ve smrtelném nebezpečí (třeba vojáci před nebezpečnou bojovou akcí) nebo sebevrazi.

## Dopisy sebevrahů
Někdy je dopis na místě sebevraždy, někdy je odeslán poštou, někdy je zanechán v jeho domácnosti apod. Dopis na rozloučenou nezanechávají zdaleka všichni sebevrazi, odhaduje se, že dopis na rozloučenou po sobě zanechá jen 12 – 20 % sebevrahů, v různých zemích se ale toto číslo značně liší. Dopis na rozloučenou je většinou adresován přátelům a známým sebevraha nebo nálezcům jeho mrtvého těla.
Obsahuje zpravidla buď výčitky lidem, které sebevrah viní ze způsobení příčiny své sebevraždy, ve snaze způsobit jim výčitky svědomí, nebo naopak uklidnění pozůstalých a prohlášení, že oni nenesou na jeho sebevraždě vinu, loučí se se světem a přáteli, zdůvodnění důvodu či metody své sebevraždy, různě detailní instrukce ohledně pohřbu a jednání po smrti sebevraha, náboženský obsah (žádost o sloužení mší či modlitby, názory na posmrtný život), úvahy o sebevraždě a smrti, vyjádření strachu před smrtí nebo naopak, je kombinován se závětí, životním vyznáním a podobně, obhajobu své sebevraždy. Délka zprávy je různá, od dlouhých úvah po kratičká sdělení, někdy nepostrádají duchaplnost či smysl pro humor. Relativně časté jsou dopisy na rozloučenou ve formě básně (např. Sergej Alexandrovič Jesenin, Vladimír Vladimirovič Majakovskij).
Podobná evropské tradici dopisu na rozloučenou je japonská tradice básní jisei no ku, jejichž napsání je součástí rituálu obřadné sebevraždy seppuku. Tato báseň se píše těsně před smrtí, je většinou psaná ve formě tanka či haiku. Báseň většinou vyjadřuje náboženské emoce, zdůvodnění sebevraždy či její popis, má vyjádřit odvahu před smrtí. Často metaforicky líčí západ slunce, podzim, opadávaní květů sakury, pomíjivost života, snaží se usmířit se svými blízkými.
Dopisy na rozloučenou napsalo mnoho významných osobností, které spáchaly sebevraždu, například Vincent Van Gogh (zanechal lakonickou poznámku „Ten smutek nikdy neodejde.“), Kurt Cobain (z jeho dopisu pochází známý citát: „Je lepší shořet než vyhasnout.“), Heinrich von Kleist či Virginia Woolfová, Sergej Alexandrovič Jesenin, Vladimír Vladimirovič Majakovskij, admirál Takidžiró Óniši, Jan Zajíc, Jan Palach či Alan Turing.